# Sceloporus pyrocephalus
Sceloporus pyrocephalus är en ödleart som beskrevs av  Cope 1864. Sceloporus pyrocephalus ingår i släktet Sceloporus och familjen Phrynosomatidae. IUCN kategoriserar arten globalt som livskraftig. Inga underarter finns listade i Catalogue of Life.